# David Coburn (polityk)
David Coburn (ur. 11 lutego 1959 w Glasgow) – brytyjski polityk i przedsiębiorca, poseł do Parlamentu Europejskiego VIII kadencji.

## Życiorys
Absolwent szkoły średniej w Glasgow, następnie podjął nieukończone studia prawnicze na University of Leeds. Pracował jako sprzedawca dzieł sztuki, zajął się też prowadzeniem własnej działalności gospodarczej w branży przewozowej. Wstąpił do Partii Niepodległości Zjednoczonego Królestwa, w 2010 bez powodzenia kandydował do Izby Gmin.
W wyborach europejskich w 2014 David Coburn z ramienia UKIP uzyskał mandat eurodeputowanego VIII kadencji, stając się pierwszym przedstawicielem tej formacji wybranym w Szkocji. W trakcie kadencji zrezygnował z członkostwa w Partii Niepodległości Zjednoczonego Królestwa, a w 2019 dołączył do Brexit Party.
Jest jawnym gejem, deklarującym jednocześnie sprzeciw wobec legalizacji małżeństw par tej samej płci.